# Джабраилов, Сайфуллах Данилбекович
Джабраилов Сайфуллах Данилбекович (род. 19 октября 1990 года, город Грозный) — российский боец смешанных боевых искусств, выступающий в полулёгкой весовой категории, мастер спорта России по MMA, мастер спорта по боевому самбо, мастер спорта России по вольной борьбе. Чемпион казахстанской организации Naiza Fighter Championship в полулёгком весе. Тренер по вольной борьбе в клубе Ахмат.

## Спортивные достижения

### Смешанные единоборства
- Naiza Fighter Championship
  -  Временный чемпион NFC в полулёгком весе.

## Биография
Родился 19 октября 1992 года в городе Грозный, Чеченская республика. Отец: чеченец, Джабраилов Данилбек Кагирманоаич 1941 года рождения (умер 13 октября 2001 года от болезни). Мать: чеченка, Каламова Замани Исмаиловна 1948 года рождения (умерла 13 июля 2005 года от болезни). Сайфуллах — самый младший в семье, есть три старших брата: Руслан, Асланбек, Саланбек.
Учился в школе № 53 г. Грозный. В 11 лет начал интересоваться спортом. Окончив школу, поступил в Чеченский государственный педагогический институт на факультет физическая культура. В 2013 году окончил ЧГПИ.
28 мая 2014 года женился на Гаймирзаевой Элине Салумбековной. Дети: Абдуллах (24.07.2019 г.р.) и Асадуллах (11.10.2020 г.р.).

## Карьера
С 1997 года Сайфуллах тренировался в вольной борьбе, достиг разряда мастера спорта международного класса. В 2015 году перешел в смешанные единоборства и начал выступать на профессиональном уровне.
Первым боем был FoPoKC Champion of Cup 12 апреля 2015 года, противник — Расул Байрамуков. Сайфуллах закончил бой нокаутом соперника на 43 секунде 2 раунда.
Далее одержал 4 победы подряд, после чего 28 мая 2016 года проиграл Артуру Соловьёву в удушающем приёме. Спустя 4 месяца, 3 сентября 2016 года вышел на ринг против Ратмира Теуважикова и одержал победу техническим нокаутом.
15 мая 2015 года пришел в клуб «Ахмат» (на тот момент имел название «Беркут») в качестве тренера.
С 2016 по 2018 год стал победителем во всех проведенных боях. 26 января 2019 года на турнире ACA 91 Absolute Championship Akhmat проиграл Фелипе Фроес. 7 марта 2020 года победил Альберда Жапуева в первом раунде нокаутом. 19 декабря 2020 года состоялся последний турнир бойца перед паузой в карьере. Одержав досрочную победу в бое с Аманом Абдрямовым, ушел в тренерскую деятельность.
В общей сумме провел 14 боёв, из которых одержал победу в 12. В данный момент вернулся к тренировкам, готовится к претендентскому бою, победа в котором позволит ему бороться в лиге NFC. По сей день работает тренером в клубе «Ахмат», воспитав 16 мастеров спорта по MMA, панкратиону, грэпплингу, самбо, комплексному единоборству, 3-х мастеров спорта международного класса и 1-го заслуженного мастера спорта по комплексному единоборству.

## Стиль ведения боя
Придерживается базового стиля вольной борьбы. Также освоил ударную технику: хорошо нокаутирует как с правой стороны, так и с левой, атакуя корпус и голову соперника.

## Статистика ММА
| Результат | Рекорд | Соперник          | Способ                                          | Турнир                                  | Раунд | Время | Дата            | Примечания                           |
| Победа    | 13-2   | Райымбек Орынбай  | Техническим нокаутом (удары)                    | NFC 45 - Naiza Fighter Championship 45  | 4     | 0:26  | 7 октября 2022  | Завоевал титул NFC в полулёгком весе |
| Победа    | 12-2   | Нуржан Жолдыбай   | Нокаутом (удар)                                 | NFC 35 - Naiza Fighter Championship 35  | 1     | 0:31  | 26 ноября 2021  |                                      |
| Победа    | 11-2   | Аман Абдрямов     | Сабмишном (удушение Брабо)                      | ACA YE 15 ACA Young Eagles              | 2     | 1:08  | 19 декабря 2020 |                                      |
| Победа    | 10-2   | Альберд Жапуев    | Нокаутом (удар ногой в корпус)                  | ACA YE 12 ACA Young Eagles              | 1     | 2:51  | 7 марта 2020    |                                      |
| Проиграл  | 9-2    | Фелипе Фроес      | Техническим нокаутом                            | ACA 91 Absolute Championship Akhmat     | 1     | 0:48  | 26 января 2019  |                                      |
| Победа    | 9-1    | Серхио Соарес     | Техническим нокаутом (удары)                    | ACB 78 Young Eagles 24                  | 1     | 0:43  | 13 января 2018  |                                      |
| Победа    | 8-1    | Леррьян Дуглас    | Нокаутом (удар ногой с разворота по корпусу)    | ACB 69 Young Eagles 22                  | 1     | 1:02  | 9 сентября 2017 |                                      |
| Победа    | 7-1    | Канат Келдибеков  | Решением (единогласным)                         | ACB 59 Young Eagles 18                  | 3     | 5:00  | 25 мая 2017     |                                      |
| Победа    | 6-1    | Ратмир Теуважуков | Техническим нокаутом (отказ от продолжения боя) | ACB 44 Young Eagles 12                  | 1     | 5:00  | 3 сентября 2016 |                                      |
| Проиграл  | 5-1    | Артур Соловьев    | Сабмишном (удушение сзади)                      | ACB 39 Young Eagles 10                  | 1     | 1:49  | 28 мая 2016     |                                      |
| Победа    | 5-0    | Сергей Прокопюк   | Решением (единогласным)                         | ACB 30 — Young Eagles 5                 | 3     | 5:00  | 20 февраля 2016 |                                      |
| Победа    | 4-0    | Сабухи Гулиев     | Решением (единогласным)                         | ACB 23 — Young Eagles 2                 | 3     | 5:00  | 10 октября 2015 |                                      |
| Победа    | 3-0    | Серик Ажибаев     | Решением (единогласным)                         | ACB 18 — Grand Prix Berkut 2015 Stage 5 | 3     | 5:00  | 23 мая 2015     |                                      |
| Победа    | 2-0    | Сайгид Абдулаев   | Техническим нокаутом (удары)                    | ACB 17 — Grand Prix Berkut 2015 Stage 4 | 2     | 3:15  | 2 мая 2015      |                                      |
| Победа    | 1-0    | Расул Байрамуков  | Техническим нокаутом (удары)                    | FoPoKC Champion of Cup                  | 2     | 0:43  | 12 апреля 2015  | Дебют в ММА                          |

## Титулы и достижения
- Мастер спорта по вольной борьбе (18.05.2009)
- Мастер спорта России по боевому самбо (04.04.2019)
- Мастер спорта по MMA (17.10.2019)
- Заслуженный тренер России